# Stepanavan
Stepanavan là một đô thị thuộc tỉnh Lori, Armenia. Dân số ước tính năm 2011 là 16184 người.